# Сумчатая жаба
Сумчатая жаба (лат. Assa darlingtoni) — вид бесхвостых земноводных из семейства австралийских жаб (Myobatrachidae). Видовое название дано в честь американского зоолога Филипа Джексона Дарлингтона (1904—1983). Самый распространённый вид Assa; второй вид, Assa wollumbin, был научно описан в 2021 году.

## Описание
Жабы небольшого размера, не более 2,5 сантиметров в длину. Окраска красновато-коричневая с V-образными пятнами и светло-коричневыми точками на спине. Большинство особей имеют тёмные коричневые полосы, идущие от ноздрей. На бёдрах у лягушек с обеих сторон есть особые кожные складки, образующие подобие сумки.

## Ареал
Южные районы австралийского штата Квинсленд и северные районы Нового Южного Уэльса.

## Образ жизни
Животное обитает во влажных лесах, где прячется под корнями, камнями, опавшими листьями. Ведёт преимущественно ночной образ жизни. Передвигаются скорее ползком, чем прыжками.
В брачный период самцы издают тихие, но мелодичные звуки. Фертильный возраст у самок наступает в 2–3 года, одна женская особь способна произвести до 50 яиц. Икринки откладываются под листья или разлагающиеся древесные стволы, так как головастики не нуждаются в водоёмах для своего развития. Гнездо охраняют и самец, и самка, после выхода головастиков из икринок самец забирает их в «сумку» на бедре, где детёныши проходят дальнейшее развитие. Там головастики находятся до метаморфоза.